# Aire urbaine de Guingamp
L'aire urbaine de Guingamp est une aire urbaine française constituée autour de l'unité urbaine de Guingamp, dans les Côtes-d'Armor. Composée de 13 communes, elle comptait 26 268 habitants en 2013.

## Composition
| Nom           | Code Insee | Statut | Superficie (km2) | Population (dernière pop. légale) | Densité (hab./km2) |
| ------------- | ---------- | ------ | ---------------- | --------------------------------- | ------------------ |
| Coadout       | 22040      |        | 9,73             | 538 (2022)                        | 55                 |
| Grâces        | 22067      |        | 14,07            | 2 588 (2022)                      | 184                |
| Guingamp      | 22070      |        | 3,41             | 7 127 (2022)                      | 2 090              |
| Kermoroc'h    | 22091      |        | 6,16             | 429 (2022)                        | 70                 |
| Moustéru      | 22156      |        | 14,28            | 642 (2022)                        | 45                 |
| Pabu          | 22161      |        | 7,83             | 2 769 (2022)                      | 354                |
| Plouisy       | 22223      |        | 23,63            | 2 013 (2022)                      | 85                 |
| Ploumagoar    | 22225      |        | 32,07            | 5 418 (2022)                      | 169                |
| Saint-Agathon | 22272      |        | 14,56            | 2 202 (2022)                      | 151                |
| Saint-Péver   | 22322      |        | 13,13            | 388 (2022)                        | 30                 |
| Squiffiec     | 22338      |        | 10,8             | 752 (2022)                        | 70                 |
| Tréglamus     | 22354      |        | 18,79            | 1 100 (2022)                      | 59                 |
| Trégonneau    | 22358      |        | 6,32             | 523 (2022)                        | 83                 |

### Évolution de la composition
- 1999 : 13 communes (dont 5 forment le pôle urbain)
- 2010 : 13 communes (dont 6 forment le pôle urbain)
  - Kermoroc'h et Saint-Péver ajoutées à la couronne du pôle urbain (+2)
  - Le Merzer et Saint-Adrien deviennent des communes multipolariées (-2)

## Caractéristiques
D'après la délimitation établie par l'INSEE, l'aire urbaine de Guingamp est composée de 13 communes, toutes situées dans les Côtes-d'Armor. 
5 des communes de l'aire urbaine font partie du pôle urbain, qui est ici l'unité urbaine (couramment : agglomération) de Guingamp.
Les 8 autres communes, dites monopolarisées, sont toutes des communes rurales.
En 1999, ses 25 060 habitants faisaient d'elle la 226e des 354 aires urbaines françaises métropolitaines.
L’aire urbaine de Guingamp appartient à l’espace urbain de Saint-Brieuc.
Le tableau suivant détaille la répartition de l'aire urbaine sur le département (les pourcentages s'entendent en proportion du département) :
| Département   | Communes | Communes (%) | Superficie (km²) | Superficie (%) | Population (1999) | Population (%) |
| ------------- | -------- | ------------ | ---------------- | -------------- | ----------------- | -------------- |
| Côtes-d'Armor | 13       | 3,5          | 178,05           | 2,6            | 25 060            | 4,6            |

En 2006, la population s’élevait à 26 034 habitants.